# Arkivpædagogik
Arkivpædagogik er undervisning, som foregår i et arkiv. Man benytter sig af arkivalier – de samlede dokumenter – som læringsmiddel for besøgeren. Kilderne taler direkte til besøgeren og kan derfor ”svare direkte” på besøgerens spørgsmål. Opdagelsesglæde og autensitet udgør typiske elementer i læringsprocessen.